# South Bristol (Maine)
South Bristol es un pueblo ubicado en el condado de Lincoln en el estado estadounidense de Maine. En el Censo de 2010 tenía una población de 892 habitantes y una densidad poblacional de 11,6 personas por km².

## Geografía
South Bristol se encuentra ubicado en las coordenadas 43°52′49″N 69°33′2″O / 43.88028, -69.55056. Según la Oficina del Censo de los Estados Unidos, South Bristol tiene una superficie total de 76.88 km², de la cual 33.94 km² corresponden a tierra firme y (55.85%) 42.94 km² es agua.

## Demografía
Según el censo de 2010, había 892 personas residiendo en South Bristol. La densidad de población era de 11,6 hab./km². De los 892 habitantes, South Bristol estaba compuesto por el 98.54% blancos, el 0.56% eran afroamericanos, el 0.11% eran amerindios, el 0.22% eran asiáticos, el 0% eran isleños del Pacífico, el 0% eran de otras razas y el 0.56% pertenecían a dos o más razas. Del total de la población el 0.56% eran hispanos o latinos de cualquier raza.